# Ylena In-Albon
Ylena En-Albon (Visp, 6 de marzo de 1999) es una jugadora de tenis suiza.
In-Albon tiene como mejor ranking de sencillos, el 110 mundial, logrado en junio de 2022. También tiene como mejor ranking de dobles, el 225 logrado el 3 de febrero de 2020.

## Títulos ITF

### Singles (5)
| Leyenda                 |
| ----------------------- |
| $100,000 torneos        |
| $80,000 torneos         |
| $60,000 torneos         |
| $25,000 torneos         |
| $15,000 torneos         |
| $10,000/$15,000 torneos |

| Núm. | Fecha                    | Torneo            | Superficie | Adversario         | Puntuación         |
| ---- | ------------------------ | ----------------- | ---------- | ------------------ | ------------------ |
| 1.   | 25 de septiembre de 2016 | Pula, Italia      | Clay       | Alice Balducci     | 7–5, 6–2           |
| 2.   | 3 de marzo de 2018       | Palma Nova, Spain | Clay       | Isabella Shinikova | 6–1, 7–5           |
| 3.   | 25 Marcha 2018           | Heraklion, Grecia | Clay       | Anna Bondár        | 4–6, 7–6(7–3), 6–1 |
| 4.   | 27 de mayo de 2018       | Oeiras, Portugal  | Clay       | Tamaryn Hendler    | 7–5, se retiró     |
| 5.   | 15 de julio de 2018      | Setúbal, Portugal | Dura       | Dea Herdželaš      | 7–5, 6–2           |
| 6.   | 24 de febrero de 2019    | Kioto, Japón      | Dura       | Kai-Lin Zhang      | 6–2, 6–3           |

### Dobles (3)
| Leyenda                 |
| ----------------------- |
| $100,000 torneos        |
| $80,000 torneos         |
| $60,000 torneos         |
| $25,000 torneos         |
| $15,000 torneos         |
| $10,000/$15,000 torneos |

| Núm. | Fecha                   | Torneo            | Superficie | Socio             | Adversarios                         | Puntuación       |
| ---- | ----------------------- | ----------------- | ---------- | ----------------- | ----------------------------------- | ---------------- |
| 1.   | 30 de octubre de 2016   | Pula, Italia      | Clay       | Giorgia Marchetti | Lisa Ponomar Michele Alexandra Zmău | 4–6, 6–2, [10–8] |
| 2.   | 6 de noviembre de 2016  | Pula, Italia      | Clay       | Giorgia Marchetti | Anna Remondina Dalila Spiteri       | 6–1, 6–3         |
| 3.   | 12 de noviembre de 2017 | Heraklion, Grecia | Clay       | Mana Ayukawa      | Franziska Kommer Laura Schaeder     | 6–4, 6–3         |